# Dante Ferretti

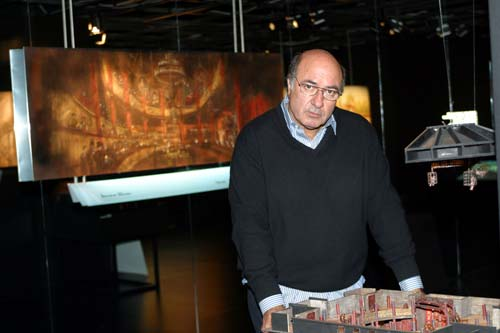
Dante Ferretti, en su taller.

Dante Ferretti (Macerata, Italia, 26 de febrero de 1943) es un director artístico cinematográfico italiano, ganador de tres Premios Óscar.

## Filmografía
- (1989) Las aventuras del barón Munchausen
- (1990) Hamlet
- (1993) La edad de la inocencia
- (1994) Entrevista con el vampiro
- (1995) Casino
- (1997) Kundun
- (2002) Gangs of New York
- (2003) Cold Mountain
- (2004) El aviador
- (2006) La Dalia Negra
- (2007) Sweeney Todd
- (2010) Shutter Island
- (2011) Hugo

## Premios y nominaciones
Premios Óscar
| Año  | Categoría                 | Película                           | Resultado |
| ---- | ------------------------- | ---------------------------------- | --------- |
| 1990 | Mejor dirección artística | Las aventuras del Barón Munchausen | Nominado  |
| 1991 | Mejor dirección artística | Hamlet                             | Nominado  |
| 1994 | Mejor dirección artística | La edad de la inocencia            | Nominado  |
| 1995 | Mejor dirección artística | Entrevista con el vampiro          | Nominado  |
| 1998 | Mejor dirección artística | Kundun                             | Nominado  |
| 1998 | Mejor Diseño de Vestuario | Kundun                             | Nominado  |
| 2003 | Mejor dirección artística | Gangs of New York                  | Nominado  |
| 2005 | Mejor dirección artística | El Aviador                         | Ganador   |
| 2008 | Mejor dirección artística | Sweeney Todd                       | Ganador   |
| 2012 | Mejor dirección artística | Hugo                               | Ganador   |

Premios BAFTA
| Año  | Categoría                  | Película                | Resultado |
| ---- | -------------------------- | ----------------------- | --------- |
| 1993 | Mejor diseño de producción | La edad de la inocencia | Candidato |
| 2002 | Mejor diseño de producción | Gangs of New York       | Candidato |
| 2004 | Mejor diseño de producción | El Aviador              | Ganador   |